# Johan Porsberger
Hans Johan Porsberger, född 20 juni 1993 i Östersund och senare uppvuxen i Luleå, är en svensk professionell ishockeyspelare (forward). Porsberger har spelat för Dresdner Eislöwen i DEL2 sedan 2021.

## Karriär
Johan Porsbergers moderklubb är Rutviks SK.
Mellan 2009 och 2011 spelade Porsberger landskamper både för Sveriges U17-landslag och Sveriges U18-landslag.
Johan Porsbergers större genombrott skedde när han värvades till Leksands IF mitt under säsongen 2015/2016, efter 18 grundseriematcher för Asplöven HC samma säsong. Johan gjorde då 21 poäng (12 mål och 9 assist) för klubben, efter 30 grundseriematcher. När han värvades till Leksands IF, låg klubben långt ner i Hockeyallsvenskans tabell, men avslutade dock säsongen med SHL-avancemang.